# Shinreigari/Ghost Hound
Shinreigari/Ghost Hound (神霊狩/GHOST HOUND?, Shinreigari/Gōsuto Haundo) è una serie televisiva anime, creata dalla Production I.G e da Masamune Shirow. Il concept e il design originale sono stati sviluppati da Shirow nel 1987. È il progetto del 20º anniversario della Production I.G ed è stato annunciato per la prima volta alla Tokyo International Anime Fair del 2007.
La serie vede alla regia Ryūtarō Nakamura, alla sceneggiatura Chiaki J. Konaka, al character design e a capo dell'animazione Mariko Oka e come direttore artistico Hiromasa Ogura. Un adattamento manga è stato serializzato sulla rivista Monthly Comic Blade.

## Trama
In una piccola città di Suiten, situata in una remota regione montuosa dell'isola di Kyūshū, la realtà e il regno dello spirito si scontrano. I fantasmi e gli eventi paranormali iniziano a presentarsi nel mondo reale, diffondendosi attraverso la città. Tre ragazzi delle scuole superiori, Tarō, Makoto e Masayuki, che hanno tutti avuto esperienze traumatiche durante la loro infanzia, osservano gli strani eventi che accadono a Suiten. Insieme, indagano entrando nel regno degli spiriti, o nel Mondo Invisibile, sebbene nessun essere umano sia mai stato in grado di farlo. Ai tre ragazzi viene concesso l'ingresso, solo per rendersi conto che la chiave dei loro traumi infantili si trova in questo Mondo Invisibile. Anche il sacerdote shintoista locale e sua figlia, Miyako, sono coinvolti nelle vicende.

## Personaggi
Tarō Komori (古森 太郎?)
Doppiato da: Kenshō Ono
Un quattordicenne narcolettico è il protagonista. Tarō e sua sorella maggiore, Mizuka, furono rapiti 11 anni fa, il 22 settembre 1996. Solo Tarō sopravvisse all'incidente. Da allora, ha avuto incubi ricorrenti e vivide esperienze extracorporee. Tarō prende nota di queste visioni per cercare di dare un senso a tutto. Cerca aiuto ad uno psichiatra per farsi aiutare nell'ordinare i dettagli e affrontare la ricaduta del trauma infantile. Tarō non ricorda il volto del suo rapitore e ha dei flashback contenenti un gigante nero che porta via sua sorella. Una volta nel Mondo Invisibile, Tarō spera di incontrare sua sorella in modo che possa chiarire il passato e risolvere il mistero della sua morte.
Makoto Ōgami (大神 信?)
Doppiato da: Sōichirō Hoshi
Un delinquente cupo e irascibile che evita il contatto con i suoi compagni di classe e che raramente va a scuola. Un parente di Tarō. Makoto ha molta familiarità con le esperienze extracorporee come Tarō e Masayuki. La famiglia di Makoto fondò una religione di cui l'anziana nonna Himeko è al momento il fulcro centrale e desidera che Makoto le succeda come capo, anche se Makoto non è interessato.
Masayuki Nakajima (中嶋 匡幸?)
Doppiato da: Jun Fukuyama
Recentemente trasferitosi nella scuola di Tarō e Makoto da Tokyo, cerca di fare amicizia con entrambi perché interessato all'indagine sul rapimento. Anche se inizialmente è stato ignorato da entrambi, alla fine si sono uniti con lui, e tutti e tre hanno cominciato a cercare per individuare le circostanze dietro il rapimento e il motivo per cui sono capaci di fare esperienze extracorporee. Tende ad essere molto fiducioso e, inizialmente, è un po' arrogante e maleducato. Ha cominciato ad avere paura dell'altezza da quando ha bullizzato uno studente, portandolo al suicidio, infatti si butta dal tetto della sua scuola; la vittima ha lasciato un messaggio sulla lavagna imprecando contro Masayuki. Lui ammette senza vergogna di essere scappato a causa di quel messaggio arrabbiandosi con quel ragazzo per averlo reso un assassino. Tuttavia, è molto determinato a superare la sua paura facendo vari tentativi per lungo tempo, incluso stare ai margini del tetto della scuola, per curare la sua fobia. Durante il suo tempo libero, gioca spesso ad un gioco di realtà virtuale con display montato sulla testa. Suo padre è un ricercatore presso la Japan Bio-Tech, mentre sua madre sembra passare molto tempo giocando alle console, principalmente su un gioco simile al Tetris.
Miyako Komagusu (駒玖珠 都?)
Doppiato da: Akiko Yajima
Una misteriosa ragazza con la capacità di vedere i fantasma. È in qualche modo in grado di vedere lo spirito di Tarō durante le sue esperienze extracorporee. È stata in grado di percepire tutti e tre i ragazzi quando sono entrati nel Mondo Invisibile per la prima volta. Vive in un santuario e aiuta regolarmente suo padre con degli esorcismi. Agisce da persona piuttosto matura per la sua età, rimproverando spesso i ragazzi più grandi per il loro comportamento infantile. Quando Tarō le ha detto che potrebbe essere la reincarnazione di sua sorella, è rimasta così tanto ferita dalle sue parole che ha iniziato a piangere affermando di odiarlo perché ha convinto se stessa che, "Io sono io e nessun altro" e che Tarō la vedeva come sua sorella Mizuka, e non come Miyako.
Takahito Komagusu (駒玖珠 孝仁?)
Doppiato da: Yasunori Matsumoto
Il padre di Miyako e proprietario del santuario in cui vivono. Ha tenuto conferenze come assistente docente presso un'università di Tokyo, dove Reika Ōtori era una sua allieva. È preoccupato per la salute psicologica a lungo termine di Miyako. Era uno del gruppo di adolescenti che inizialmente visitarono l'ospedale abbandonato dopo la costruzione della diga. Successivamente viene spinto fuori dai gradini del santuario di Komagusu e viene ricoverato in ospedale.
Atsushi Hirata (平田 篤司?)
Doppiato da: Yoshinori Fujita
Il nuovo consulente e terapeuta di Tarō. Un eccentrico psicologo clinico di un'università di Tokyo, che introduce gran parte della terminologia psicologica della serie, ed è apparentemente interessato ai sogni e alle condizioni di Tarō come mezzo per sostenere le sue stesse teorie. Inizialmente non crede alle esperienze extracorporee di Tarō attribuendo quei momenti a dei stati di coscienza alterata. In seguito, inizia ad ammettere che potrebbe esserci una componente soprannaturale.
Kei Yakushi (瘧師 慧?)
Doppiato da: Mitsuki Saiga
Un amico della famiglia Komori che aiuta anche a gestire la propria attività di sake. Aveva una cotta per Kaibara.
Reika Ōtori (鳳 麗華?)
Doppiato da: Michiko Neya
Un neurologo incaricato di curare Tarō e che prescrive regolarmente medicine a sua madre. Lavora nei laboratori della Japan Bio-Tech come medico part-time, ed è l'altra fonte di informazioni psicologiche e neurologiche della serie.
Michio Hoshino (星野 道男?)
Doppiato da: Shintarō Asanuma
Compagno di classe di Masayuki e Makoto, vittima di bullismo fino a quando Masayuki non lo ha difeso. Da quel momento lui e Masayuki sono diventati buoni amici. È in grado di leggere il Kojiki.
Motoi Yazaki (矢崎 基?)
Doppiato da: Jin Urayama
Un politico corrotto. Era amico dei genitori di Makoto e di Takahito Komagusu. Makoto cerca di chiedergli di suo padre, ma si mostra sorpreso di conoscere la sua identità, rifiutandosi di rispondere alle sue domande.
Mizuka Komori (古森 水塚?)
Doppiato da: Kaori Shimizu
La sorella maggiore di Tarō, uccisa prima dell'inizio della serie. Quando i fratelli erano abbastanza giovani, lei e suo fratello venivano rapiti da una persona sconosciuta. A differenza di suo fratello, non è sopravvissuta.

## Media

### Anime
Sentai Filmworks attualmente licenzia l'anime in Nord America ed è localizzata e distribuita da Section23 Films. La prima metà della stagione è stata pubblicata il 20 ottobre del 2009. La seconda metà è uscita il 15 dicembre del 2009. Sentai Filmworks ha ripubblicato Ghost Hound con un doppiaggio inglese su DVD e Blu-ray il 14 settembre 2010.
La sigla di apertura dell'anime è Poltergeist (ポルターガイスト?) arrangiato da Mayumi Kojima e Isao Tsukamoto. La sigla finale è Call My Name ~Kazenari no oka~ (Call My Name ～風鳴りの丘～?) eseguita da Yucca, composto da Ai Kamachi con arrangiamento di aikamichi e nagie, e testi di Kyoko Fujii.

#### Episodi
| Nº | Titolo italiano (traduzione letterale) Giapponese 「Kanji」 - Rōmaji | In onda          | In onda |
| Nº | Titolo italiano (traduzione letterale) Giapponese 「Kanji」 - Rōmaji | Giapponese       |         |
| 1  | Sogno lucido 「明晰夢」 - Meisekimu | 18 ottobre 2007  |         |
| 2  | E.M.D.R. 「眼球運動による脱感作と再処理」 - Gankyū undō ni yoru datsukansa to saishori | 25 ottobre 2007  |         |
| 3  | Esposizione alla fobia 「恐怖症曝露」 - Kyōfushō bakuro | 1 novembre 2007  |         |
| 4  | Stati alterati di coscienza 「変成意識」 - Hensei ishiki | 8 novembre 2007  |         |
| 5  | Esperienza extracorporea 「体外離脱体験」 - Taigai ridatsu taiken | 15 novembre 2007 |         |
| 6  | Omuncolo cerebrale 「脳の中のホムンクルス」 - Nō no naka no homunkurusu | 22 novembre 2007 |         |
| 7  | L.T.P. Long Term Potentiation 「シナプス回路を変化させ、それを維持する能力=人間の脳に於ける長期記憶の正体」 - Shinapusu kairo o henka sase, sore o iji suru nōryoku = Ningen no nō ni okeru chōki kioku no shōtai | 29 novembre 2007 |         |
| 8  | Rivoluzione del sistema limbico 「脳の扁桃体を中心とする記憶·情動を司る大脳辺縁系――その革命」 - Nō no hentōtai o chūshin to suru kioku, jōdō o tsukasadoru dainō hen'enkei -- sono kakumei                        | 6 dicembre 2007  |         |
| 9  | Fantasmi esistenziali 「実存主義的なる神霊」 - Jitsuzon shugiteki naru shinrei | 13 dicembre 2007 |         |
| 10 | Intuitività / T.F.T. 「アフォーダンス【環境が生物に提供するもの】/思考場療法」 - Afōdansu [Kankyō ga seibutsu ni teikyō suru mono]/Shikōba ryōhō                                                                  | 20 dicembre 2007 |         |
| 11 | Syntax Error 「論理的統辞論に於ける過ち/プログラム·バグ」 - Ronriteki tōjiron ni okeru ayamachi/Puroguramu Bagu                                                                                                   | 10 gennaio 2008  |         |
| 12 | Sincronizzazione dell'omeostasi 「恒常性維持機能同調効果」 - Kōjōsei iji kinō dōchō kōka | 24 gennaio 2008  |         |
| 13 | Perché, vedete, lo snark era un boojum 「そう、そのスナークはブージャムだった」 - Sō, sono sunāku wa būjamu datta                                                                                                 | 31 gennaio 2008  |         |
| 14 | Matrice d'emergenza 「創発基盤」 - Sōhatsu kiban | 7 febbraio 2008  |         |
| 15 | Verso una città abbandonata 「廃市へ」 - Haishi e | 14 febbraio 2008 |         |
| 16 | Mostro di belle speranze 「希望的な怪物」 - Kibōteki na kaibutsu | 21 febbraio 2008 |         |
| 17 | Ordine implicito 「内在秩序」 - Naizai chitsujo | 28 febbraio 2008 |         |
| 18 | Paradigma olografico 「水辺の量子重力理論」 - Mizube no ryōshi jūryoku riron | 6 marzo 2008     |         |
| 19 | Negentropia 「可塑性時間」 - Kasosei jikan | 13 marzo 2008    |         |
| 20 | Distretto dello sciamano 「シャーマンの領域」 - Shāman no ryōiki | 20 marzo 2008    |         |
| 21 | Risonanza stocastica 「確率共鳴」 - Kakuritsu kyōmei | 27 marzo 2008    |         |
| 22 | Passaggio 「道程/暗黙知の次元」 - Dōtei/Anmokuchi no jigen | 3 aprile 2008    |         |

### Manga
Il manga Shinreigari: Another Side (神霊狩 ANOTHER SIDE?) è stato scritto da Masamune Shirow e illustrato da Kanata Asahi. È composto da due volumi ed è stato pubblicato dal 30 marzo 2007 nella rivista mensile Monthly Comic Blade.

### Videogioco
Un videogioco basato su Ghost Hound di 5pb. È stato pubblicato il 31 luglio del 2008.